# Franck R. Havenner
Franck Roberts Havenner (* 20. September 1882 in Sherwood, Baltimore County, Maryland; † 24. Juli 1967 in San Francisco, Kalifornien) war ein US-amerikanischer Politiker. Zwischen 1937 und 1941 sowie nochmals von 1945 bis 1953 vertrat er den Bundesstaat Kalifornien im US-Repräsentantenhaus.

## Werdegang
Franck Havenner besuchte die öffentlichen Schulen seiner Heimat und studierte danach am Columbian College, der späteren George Washington University in Washington, D.C., und der Stanford University in Kalifornien. Zwischen 1907 und 1917 war er in San Francisco als Journalist tätig. Politisch war er ursprünglich Mitglied der Republikanischen Partei. Später wechselte er zur Progressiven Partei und dann zu den Demokraten. Von 1926 bis 1936 gehörte er dem Stadtrat (Board of Supervisors) von San Francisco an.
Bei den Kongresswahlen des Jahres 1936 wurde Havenner als Kandidat der Progressive Party im vierten Wahlbezirk von Kalifornien in das US-Repräsentantenhaus in Washington gewählt, wo er am 3. Januar 1937 die Nachfolge von Florence Prag Kahn antrat. Nach einer Wiederwahl als Demokrat konnte er bis zum 3. Januar 1941 zwei Legislaturperioden im Kongress absolvieren. In dieser Zeit wurden die letzten New-Deal-Gesetze der Bundesregierung unter Präsident Franklin D. Roosevelt verabschiedet. 1940 unterlag er dem Republikaner Thomas Rolph.
Zwischen 1941 und 1944 gehörte Havenner der Eisenbahnkommission von Kalifornien an. Bei den Wahlen des Jahres 1944 wurde er erneut im vierten Distrikt seines Staates in den Kongress gewählt, wo er am 3. Januar 1945 Thomas Rolph wieder ablöste. Nach drei Wiederwahlen konnte er bis zum 3. Januar 1953 vier weitere Legislaturperioden im US-Repräsentantenhaus verbringen. In diese Zeit fielen das Ende des Zweiten Weltkrieges, der Beginn des Kalten Krieges und der Koreakrieg. Zwischenzeitlich war Havenner Mitglied im Streitkräfteausschuss. Im Jahr 1952 wurde er nicht wiedergewählt.
Nach dem Ende seiner Zeit im US-Repräsentantenhaus arbeitete Franck Havenner für die amerikanische Gewerkschaftsbewegung AFL und war einer der Direktoren der dieser nahestehenden Union Labor Party. Er starb am 24. Juli 1967 in San Francisco.